# Diocesi di Uvira
La diocesi di Uvira (in latino Dioecesis Uviraensis) è una sede della Chiesa cattolica nella Repubblica Democratica del Congo suffraganea dell'arcidiocesi di Bukavu. Nel 2022 contava 937.000 battezzati su 1.989.000 abitanti. È retta dal vescovo Sébastien Muyengo Mulombe.

## Territorio
La diocesi comprende i territori di Uvira, Fizi e Mwenga e parte di quello di Walungu nella provincia del Kivu Sud, e parte del territorio di Kabambare (ad est del fiume Luama) nella provincia di Maniema, nella Repubblica Democratica del Congo.
Sede vescovile è la città di Uvira, dove si trova la cattedrale di San Paolo.
Il territorio si estende su 36.795 km² ed è suddiviso in 31 parrocchie.

## Storia
La diocesi è stata eretta il 16 aprile 1962 con la bolla Sollemnis Dei di papa Giovanni XXIII, ricavandone il territorio dall'arcidiocesi di Bukavu e dalla diocesi di Kasongo.

## Cronotassi dei vescovi
Si omettono i periodi di sede vacante non superiori ai 2 anni o non storicamente accertati.
- Danilo Catarzi, S.X. † (16 aprile 1962 - 26 marzo 1981 dimesso)
- Léonard Dhejju † (26 marzo 1981 - 2 luglio 1984 nominato vescovo di Bunia)
- Jérôme Gapangwa Nteziryayo (1º luglio 1985 - 10 giugno 2002 dimesso)
- Jean-Pierre Tafunga, S.D.B. † (10 giugno 2002 - 31 luglio 2008 nominato arcivescovo coadiutore di Lubumbashi)
  - Sede vacante (2008-2013)
- Sébastien Muyengo Mulombe, dal 15 ottobre 2013

## Statistiche
La diocesi nel 2022 su una popolazione di 1.989.000 persone contava 937.000 battezzati, corrispondenti al 47,1% del totale.
| anno | popolazione | popolazione | popolazione | presbiteri | presbiteri | presbiteri | presbiteri                | diaconi | religiosi | religiosi | parrocchie |
| anno | battezzati  | totale      | %           | numero     | secolari   | regolari   | battezzati per presbitero | diaconi | uomini    | donne     | parrocchie |
| ---- | ----------- | ----------- | ----------- | ---------- | ---------- | ---------- | ------------------------- | ------- | --------- | --------- | ---------- |
| 1969 | 48.500      | 400.000     | 12,1        | 30         | 3          | 27         | 1.616                     |         | 33        | 18        | 8          |
| 1980 | 102.071     | 478.000     | 21,4        | 39         | 7          | 32         | 2.617                     |         | 38        | 47        | 13         |
| 1990 | 179.831     | 710.509     | 25,3        | 48         | 26         | 22         | 3.746                     |         | 25        | 77        | 14         |
| 1995 | 254.603     | 993.252     | 25,6        | 67         | 50         | 17         | 3.800                     |         | 18        | 76        | 15         |
| 2001 | 221.471     | 374.852     | 59,1        | 35         | 26         | 9          | 6.327                     |         | 10        | 21        | 17         |
| 2002 | 225.045     | 518.682     | 43,4        | 36         | 26         | 10         | 6.251                     |         | 11        | 19        | 17         |
| 2003 | 350.000     | 1.100.000   | 31,8        | 35         | 24         | 11         | 10.000                    |         | 13        | 19        | 18         |
| 2004 | 354.907     | 1.105.000   | 32,1        | 47         | 35         | 12         | 7.551                     |         | 15        | 21        | 18         |
| 2010 | 356.000     | 1.224.000   | 29,1        | 75         | 61         | 14         | 4.746                     |         | 18        | 26        | 18         |
| 2014 | 486.921     | 1.503.800   | 32,4        | 63         | 50         | 13         | 7.728                     |         | 17        | 63        | 18         |
| 2017 | 683.089     | 1.711.000   | 39,9        | 68         | 58         | 10         | 10.045                    |         | 14        | 39        | 27         |
| 2020 | 749.230     | 1.880.510   | 39,8        | 77         | 65         | 12         | 9.730                     |         | 18        | 48        | 28         |
| 2022 | 937.000     | 1.989.000   | 47,1        | 91         | 76         | 15         | 10.296                    |         | 20        | 46        | 31         |